# Selvasdvärgspett
Selvasdvärgspett (Picumnus lafresnayi) är en fågel i familjen hackspettar inom ordningen hackspettartade fåglar.

## Utseende
Selvasdvärgspetten är en mycket liten hackspett med kort näbb och kort stjärt. Båda könen har guldbrun rygg, ljusgul undersida med svarta tvärband (ej fläckar eller vertikala streck) och hjässan är svart med vita fläckar. Hanen har vidare gula eller röda fläckar på pannan.

## Utbredning och systematik
Selvasdvärgspett delas in i fyra underarter med följande utbredning:
- P. l. lafresnayi – tropiska sydöstra Colombia till östra Ecuador och norra Peru
- P. l. punctifrons – tropiska östra Peru
- P. l. taczanowskii – nordöstra och norra centrala Peru (Huambo-Inayabamba-Huánuco-regionen)
- P. l. pusillus – nordcentrala Brasilien (centrala Amazonområdet, i öster till Rio Negro)

## Levnadssätt
Selvasdvärgspetten hittas i regnskog i låglänta områden och förberg. Den håller vanligen till i gläntor eller i skogsbryn där den hackar outröttligt på smågrenar på jakt efter insekter.

## Status och hot
Arten har ett stort utbredningsområde, men tros minska i antal, dock inte tillräckligt kraftigt för att den ska betraktas som hotad. Internationella naturvårdsunionen IUCN listar arten som livskraftig (LC).

## Namn
Fågelns vetenskapliga artnamn hedrar Noël Frédéric Armand André Baron de La Fresnaye (1783-1861), fransk ornitlog och samlare av specimen. Tidigare kallades den Lafresnayes dvärgspett även på svenska, men justerades 2023 till ett enklare och mer informativt namn av BirdLife Sveriges taxonomikommitté.